# Аббатство Даунтон: Новая эра
«Абба́тство Да́унтон: Новая эра» (англ. Downton Abbey: A New Era) — драматический фильм 2022 года режиссёра Саймона Кёртиса по сценарию Джулиана Феллоуза. Является продолжением картины «Аббатство Даунтон» и связан с одноимённым телесериалом. Главные роли в нём сыграли Хью Бонневилль, Элизабет Макговерн, Мишель Докери, Мэгги Смит, Лора Кармайкл, Джим Картер, Филлис Логан.

## Сюжет
В 1928 году Том Брэнсон, овдовевший зять графа Грэнтэма, женится на Люси Смит, внебрачной дочери и единственной наследнице леди Мод Бэгшоу, фрейлины королевы Марии. Вайолет Кроули, вдовствующая графиня Грэнтэм, удивляет семью рассказом о том, как 60 лет назад получила в подарок виллу на юге Франции от маркиза де Монмирай, который недавно умер. Она хочет переписать виллу на свою правнучку Сибби, чтобы она не чувствовала себя обделённой по сравнению с кузинами.
Кинокомпания British Lion хочет использовать Даунтон для съёмок немого фильма «Игрок». Роберт сначала отказывается, но его старшая дочь и управляющая поместьем леди Мэри Тэлбот убеждает его, что платы за аренду помещений хватит для ремонта протекающей крыши. Прислуга с нетерпением ждёт встречи с кинозвёздами, но исполнительница главной роли Мирна Далглиш высокомерно обращается с ней.
Новый маркиз приглашает героев посетить виллу. Вайолет из-за слабого здоровья не может поехать, но Том и Люси, леди Бэгшоу, Роберт Кроули и его жена Кора, а также их дочь Эдит и её муж Берти Пелхэм соглашаются. Леди Мэри остается в Даунтоне наблюдать за съёмками. Мать маркиза хочет оспорить право собственности Вайолет Кроули, но семейный адвокат заявляет, что оснований для претензий нет: вилла принадлежит Вайолет по закону. Маркиз, беседуя с Робертом наедине, отмечает, что тот родился через девять месяцев после визита вдовствующей графини во Францию в 1864 году, намекая, что он и Роберт могут быть единокровными братьями. В тот же вечер Кора сообщает Роберту, что она, возможно, смертельно больна. Роберт в ужасе от перспективы потерять мать, жену и фамилию.
В Даунтоне студия отменяет съёмки, потому что немые фильмы перестали приносить прибыль после появления  звуковых. Леди Мэри предлагает спасти проект, озвучив диалоги для завершённых сцен. Голос ведущего актера Гая Декстера оказывается подходящим, но акцент кокни Мирны Далглиш неуместен для её персонажа из высшего общества. Миссис Хьюз предлагает леди Мэри дублировать голос Далглиш. Боясь, что её карьере пришёл конец, Далглиш покидает съёмочную площадку, но служанки Даунтона Анна и Дейзи уговаривают её закончить фильм. Бывший младший лакей Даунтона мистер Мозли, умеющий читать по губам, восстанавливает диалоги для озвучивания и пишет сценарий для оставшихся сцен фильма.
Семья возвращается в Даунтон, где продолжаются съёмки. Леди Мэри отвергает ухаживания режиссёра фильма Джека Барбера, хотя длительное отсутствие её мужа Генри, участвующего в автопробеге, пагубным образом сказывается на их браке. Дворецкий аббатства Даунтон, скрытый гомосексуал Томас Барроу, принимает предложение Декстера управлять его домом в Лос-Анджелесе и путешествовать вместе с ним по миру. Доктор Кларксон диагностирует у Коры злокачественную анемию — заболевание, поддающееся лечению. Кора помогает Далглиш выработать американский акцент, что может помочь ей с карьерой в Голливуде. Эдит намеревается возобновить работу в своем лондонском журнале. Новобрачные Дейзи и Энди замышляют свести бывшего свёкра Дейзи мистера Мейсона и кухарку из Даунтона миссис Пэтмор. Массовка, не получая денег за свою работу, уходит со съёмок фильма, и слуги Даунтона заменяют статистов, обеспечивая завершение картины. Барбер советует Мозли продолжить писать сценарии к фильмам. Тот делает предложение мисс Бакстер, не подозревая, что включён микрофон.
Вайолет уверяет Роберта, что покойный лорд Грэнтэм был его отцом и что между ней и Монмираем ничего не было. Здоровье Вайолет продолжает ухудшаться, и она умирает в окружении близких. Мэри просит мистера Карсона подготовить лакея Энди в качестве нового дворецкого. Спустя несколько месяцев Том и Люси возвращаются в Даунтон с новорождённым сыном и видят, что в главном зале висит новый портрет покойной графини.

## В ролях
- Натали Бай — мадам Монмирай
- Хью Бонневилль — Роберт Кроули, 7-й граф Грэнтэм.
- Лора Кармайкл — леди Эдит Пелэм (урождённая Кроули), маркиза Хексем.
- Джим Картер — Чарльз Карсон.
- Ракель Кэссиди — Филлис Бакстер.
- Брендан Койл — Джон Бэйтс.
- Хью Дэнси — Джек Барбер
- Мишель Докери — леди Мэри Тэлбот (урождённая Кроули).
- Кевин Дойл — Джозеф Мозли.
- Майкл С. Фокс — Энди Паркер.
- Джоан Фроггатт — Анна Бэйтс.
- Гарри Хэддон-Пэтон — Берти Пелэм, 7-й маркиз Хексем.
- Лора Хэддок — Мирна Далглиш.
- Роб Джеймс-Колльер — Томас Барроу.
- Аллен Лич — Том Брэнсон.
- Филлис Логан — Элси Хьюз.
- Элизабет Макговерн — Кора Кроули, графиня Грэнтэм.
- Софи Макшера — Дэйзи Мейсон.
- Таппенс Мидлтон — Люси Брэнсон.
- Лесли Никол — Берил Пэтмор.
- Мэгги Смит — Вайолет Кроули, вдовствующая графиня Грэнтэм.
- Имельда Стонтон — Мод, леди Бэгшоу.
- Доминик Уэст — Гай Декстер.
- Пенелопа Уилтон — Изобел Грей, леди Мертон.
- Жонатан Заккаи — Эдуард, маркиз де Монмирай
- Саманта Бонд — Розамунд Пейнсвик.
- Сью Джонстон — Глэдис Денкер.
- Дуглас Рит — Ричард «Дики» Грей, лорд Мёртон.
- Пол Копли — Альберт Мейсон.
- Дэвид Робб — доктор Ричард Кларксон.
- Алекс Маккуин — мистер Стаббинс.
- Джонатан Кой — Джордж Мюррей
- Чарли Уотсон — Альберт.

## Создание и оценки
Создатель фильма «Аббатство Даунтон» Джулиан Феллоуз вскоре после премьеры заявил, что у него есть идеи для сиквела. В январе 2020 года стало известно, что Феллоуз начнёт работать над проектом сразу после того, как закончит сценарий сериала «Позолоченный век». Сценарий «Аббатства Даунтон 2» был написан к сентябрю 2020 года, в феврале 2021 года было объявлено, что, как только актёры и съёмочная группа будут вакцинированы от COVID-19, начнутся съёмки. Фильм начали снимать 12 апреля 2021 года в Хэмпшире (Англия). К актёрам, сыгравшим в первой картине цикла, присоединились Хью Дэнси, Лора Хэддок, Натали Бай и Доминик Уэст. Выход фильма в прокат был намечен на 22 декабря 2021 года, позже его перенесли на 18 марта 2022 года, потом — на 29 апреля 2022 года в Великобритании и 20 мая 2022 года в США.
На сайте-агрегаторе отзывов Rotten Tomatoes фильм получил рейтинг 86 % при средней оценке 6,9 из 10. Консенсус на этом ресурсе гласит: «В то время как „Аббатство Даунтон“ вот-вот превратится в мыльную пену, привычный комфорт „Новой эры“ порадует давних поклонников». На сайте Metacritic картина получила 63 балла из 100, что указывает на «в целом положительные отзывы». Зрители, опрошенные CinemaScore, в среднем дали фильму оценку «А» по шкале от А+ до F (такую же, как и первому фильму). PostTrak сообщил, что 93 % зрителей дали положительную оценку, а 79 % заявили, что определенно рекомендовали бы просмотр остальным.
Обозреватель «Фильм.ру» Настасья Горбачевская охарактеризовала картину как «тёплые объятия бабушки и парное молоко на ночь», которым не вредит «превышенная доля наивной сентиментальности и легкомысленности». По мнению рецензента журнала «Москвич Mag» Геннадия Устияна, «Новая эра» из-за режиссуры Саймона Кёртиса получилась «менее острым и смешным, но более „сливочно“ британским и грустным», чем первый фильм об аббатстве Даунтон.
13 мая 2024 года стало известно о начале работы над продолжением «Новой эры».